# Zarzuela

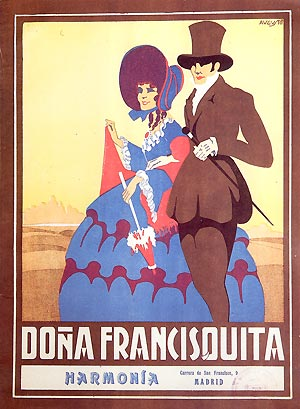
Plakát na představení zarzuely Doña Francisquita od Amadea Vives

Zarzuela je španělské hudebně-dramatické dílo, ve kterém se střídá mluvené slovo a zpěv.

## Historie
Název je odvozený od názvu královského loveckého paláce Palacio de la Zarzuela v Madridu, který dal postavit král Filip IV. Španělský v 17. století. V roce 1657 tam bylo uvedeno první představení nové komedie El Laurel de Apolo dramatika Pedra Calderóna de la Barca s hudbou Juana de Hidalgo, kterým se zrodil nový hudební žánr.
Po revoluci v roce 1868 došlo k postupnému zjednodušování představení, aby se snížily náklady a představení se stala dostupnější širšímu publiku. Představení o třech dějstvích se nazývala „género grande“ a hrála se v Teatro de la Zarzuela. Zarzuelám o jednom jednání se říkalo „género chico“ a hrála se převážně v divadle Apollo, které bylo k tomu účelu otevřeno v roce 1873.
Romantické zarzuely byly vlastně španělskou obdobou operet. Byly ovlivněny lidovou kulturou a často byly psány na texty v nářečí. Staly se tak velmi populární a jsou, zejména ve Španělsku, oblíbené dodnes. Interpretaci zarzuel se věnují i přední světoví operní pěvci. Příkladem je tenorista Plácido Domingo či Ana María Martínez.

## Formy zarzuely
Historicky se vyvinuly dvě hlavní formy zarzuely:
- barokní zarzuely, byly psány převážně na mytologická témata s písněmi, áriemi a tanci. Termín „zarzuela“ použil poprvé Calderón de la Barca v díle El golfo de las sirenas („Záliv sirén“, 1657);
- romantická zarzuela, která vznikla na základě snahy některých španělských autorů (např. Francisco Asenjo Barbieri a Emilio Arrieta) vytvořit svébytné španělské divadelní umění, které by mohlo čelit italským a francouzským vlivům.

## Nejznámější skladatelé zarzuel
- Francisco Alonso
- Emilio Arrieta
- Francisco Asenjo Barbieri
- Tomás Bretón
- Ruperto Chapí
- Federico Chueca
- Manuel Fernández Caballero
- Joaquín Gaztambide
- Gerónimo Giménez
- Jacinto Guerrero
- Jesús Guridi
- Pablo Luna
- Pere Miquel Marquès
- Rafael Millán Picazo
- Cristóbal Oudrid
- José Padilla Sánchez
- Manuel Penella
- José Serrano
- Pablo Sorozábal
- Reveriano Soutullo
- Tomás López Torregrosa
- Federico Moreno Torroba
- José María Usandizaga
- Joaquín Valverde Durán
- Joaquín Valverde Sanjuán
- Juan Vert
- Amadeo Vives